# Sharika Nelvis

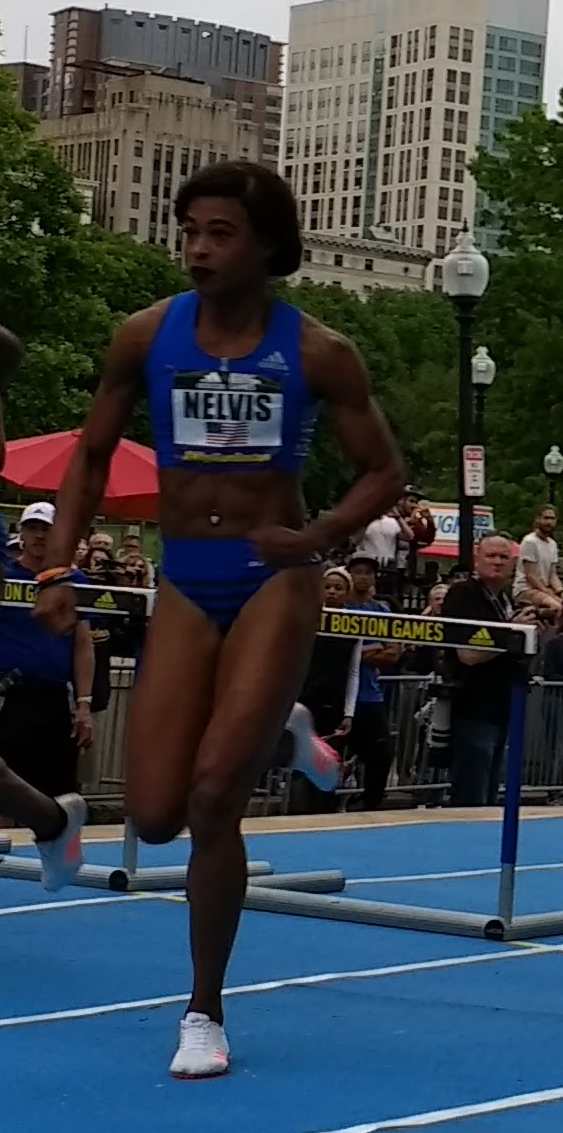
Sharika Nelvis

Sharika Nelvis (* 10. Mai 1990) ist eine US-amerikanische Hürdenläuferin, die sich auf die 100-Meter-Distanz spezialisiert hat.
2015 gewann sie in der IAAF Diamond League die Hürdenrennen in Rom, New York City und Monaco. Bei den Weltmeisterschaften in Peking wurde sie Achte. Seit Mitte 2016 wechselte sie zu ihrem neuen Trainer Darryl Woodson, verpasste jedoch die Qualifikation für die Olympischen Spiele in Rio de Janeiro. 2017 erreichte sie wieder zahlreiche vordere Platzierungen bei internationalen Meetings, unter anderem Siege bei der Athletissima in Lausanne und der Spitzenleichtathletik Luzern. Bei den Hallenweltmeisterschaften 2018 in Birmingham belegte sie den vierten Platz im 60-Meter-Hürdenlauf.
Bei den IAAF World Relays 2019 in Yokohama gewann sie gemeinsam mit Christina Clemons, Freddie Crittenden und Devon Allen die Goldmedaille in der erstmals ausgetragenen Hürden-Pendelstaffel.
Für die Arkansas State University startend wurde sie 2014 NCAA-Meisterin und über 60 m Hürden NCAA-Hallenmeisterin. 2018 und 2019 wurde sie US-amerikanische Hallenmeisterin über dieselbe Distanz. 

## Persönliche Bestzeiten
- 60 m (Halle): 7,28 s, 25. Februar 2014, Birmingham
- 100 m: 11,27 s, 28. April 2014, Jonesboro
- 200 m: 23,19 s, 11. April 2015, Greensboro
  - Halle: 23,50 s, 25. Februar 2014, Birmingham
- 60 m Hürden (Halle): 7,70 s, 18. Februar 2018, Albuquerque
- 100 m Hürden: 12,34 s, 26. Juni 2015, Eugene